# Joaquim Pereira da Motta
Joaquim Pereira da Motta (Rio de Janeiro, 19 de dezembro de 1894 – Rio de Janeiro, 26 de janeiro de 1952) foi um médico brasileiro.
Doutorado pela Faculdade Nacional de Medicina em 1917, com a tese “Suprarrenalite palustre”. Foi eleito membro da Academia Nacional de Medicina em 1928, sucedendo Mendes Tavares na Cadeira 41, que tem José Martins da Cruz Jobim como patrono.